# Mequinenza
Mequinenza település Spanyolországban,  Zaragoza tartományban. Lakosainak száma 2232 fő (2024).

## Fekvése
Zaragoza tartomány keleti részén, folyó, az Ebro, a Segre és a Cinca összefolyásánál található.

### Közeli települések
Mequinenza Almatret, La Granja d’Escarp, Seròs, Fraga, Torrente de Cinca, Fayón, Nonaspe, Fabara és Caspe községekkel határos.

## Népesség
A település népessége az utóbbi években az alábbiak szerint változott:
| Lakosok száma | 2466 | 2493 | 2480 | 2492 | 2449 | 2393 | 2329 | 2324 | 2294 | 2232 |
|               | 2001 | 2004 | 2007 | 2009 | 2012 | 2014 | 2017 | 2019 | 2022 | 2024 |

## Kultúra

### Látnivalók
- Mequinenza múzeumai

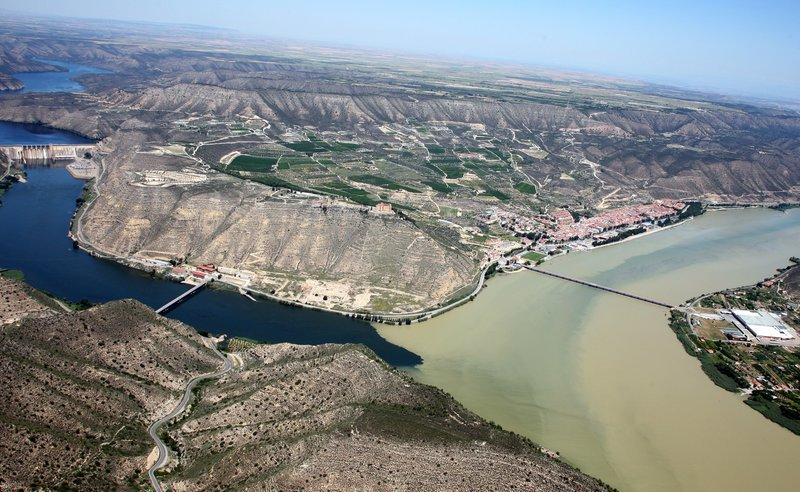
Aiguabarreig
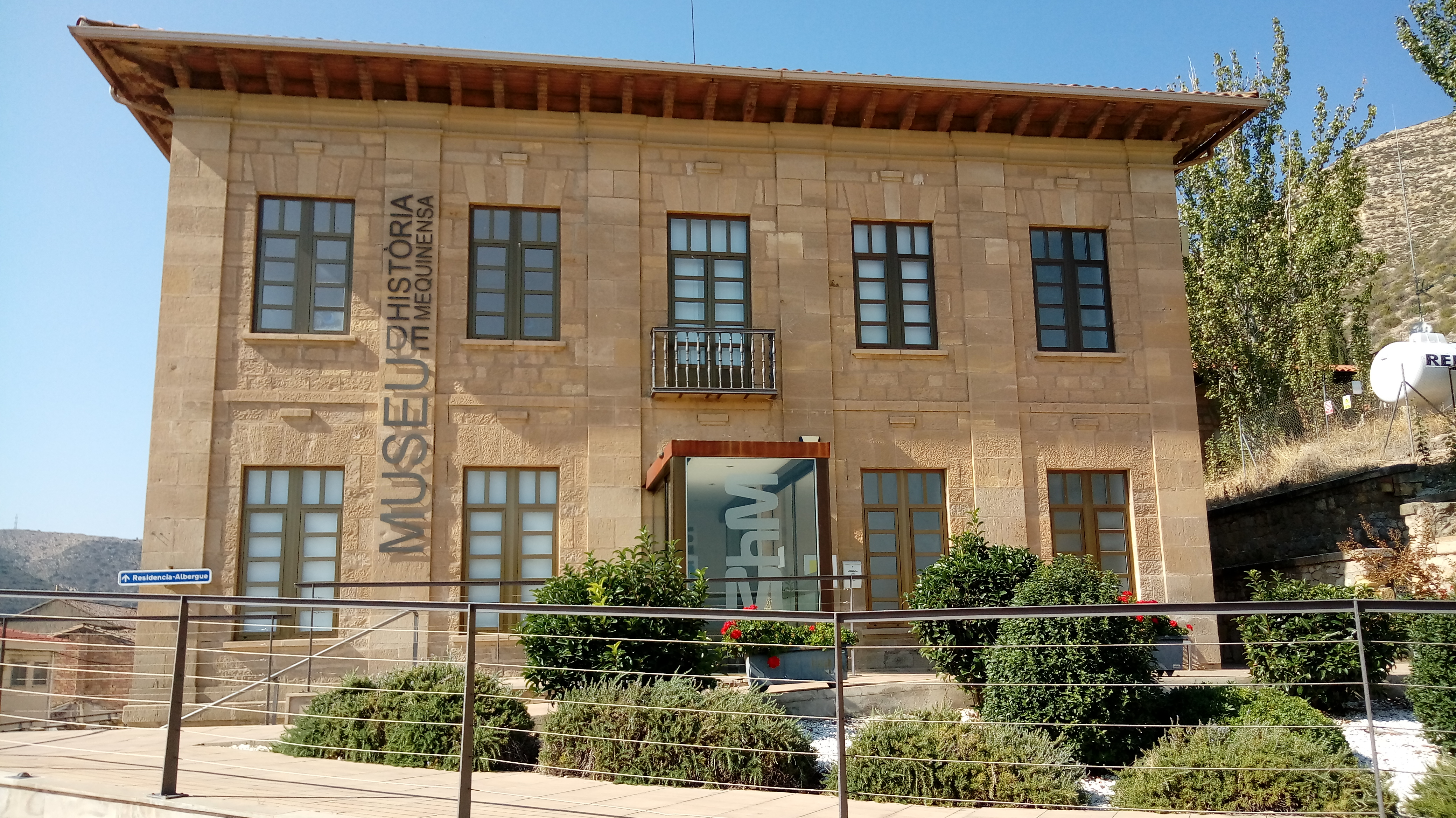
Mequinenza múzeumai
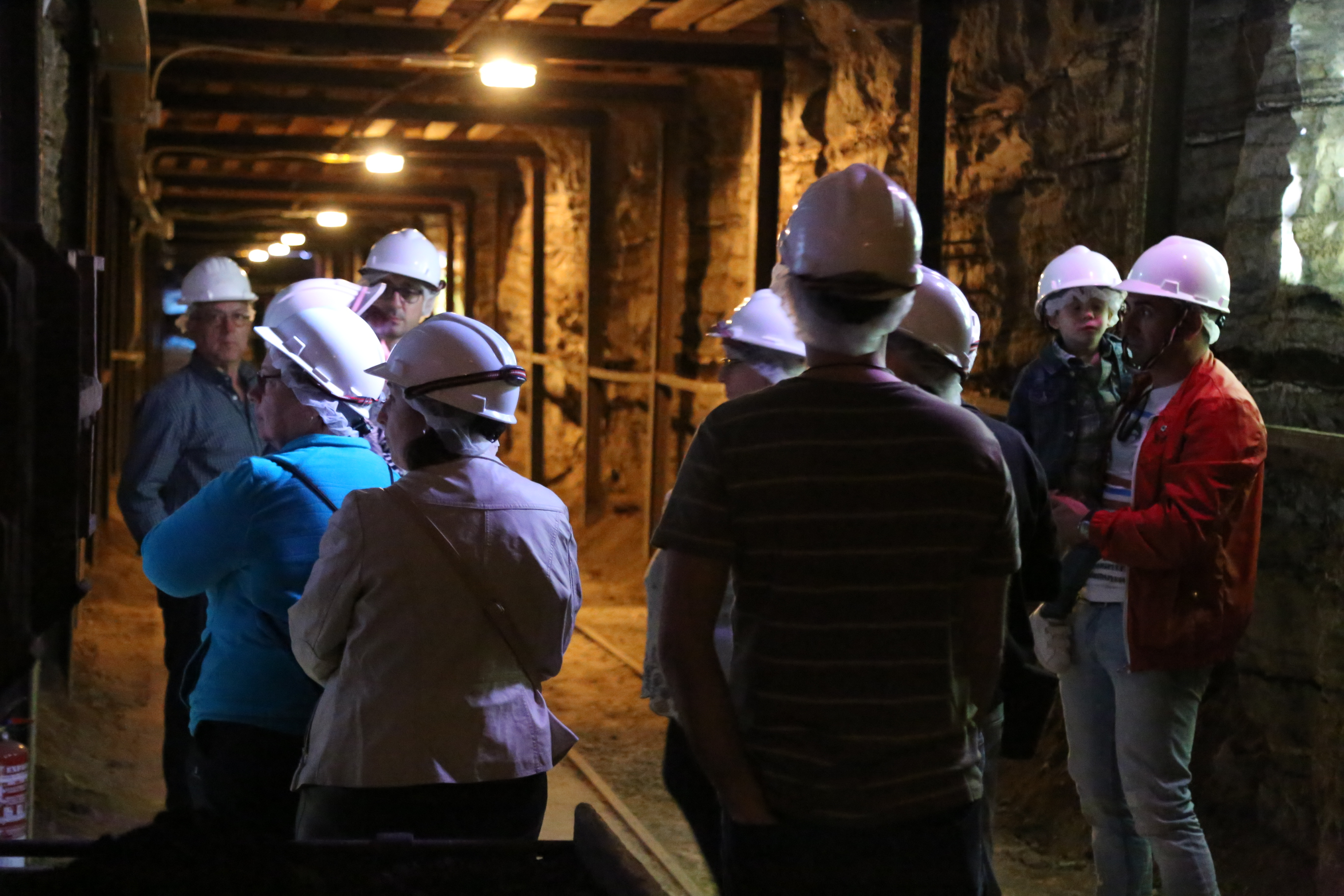
Mequinenza múzeumai
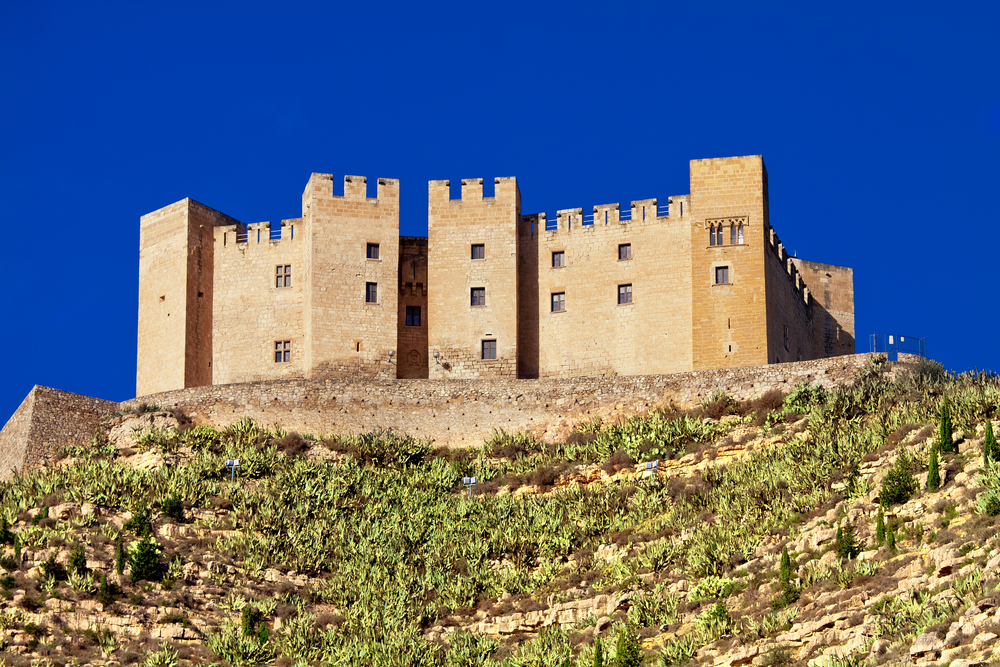
Mequinenza vára
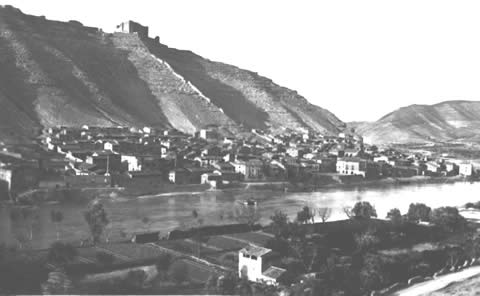
Mequinenza óvárosa
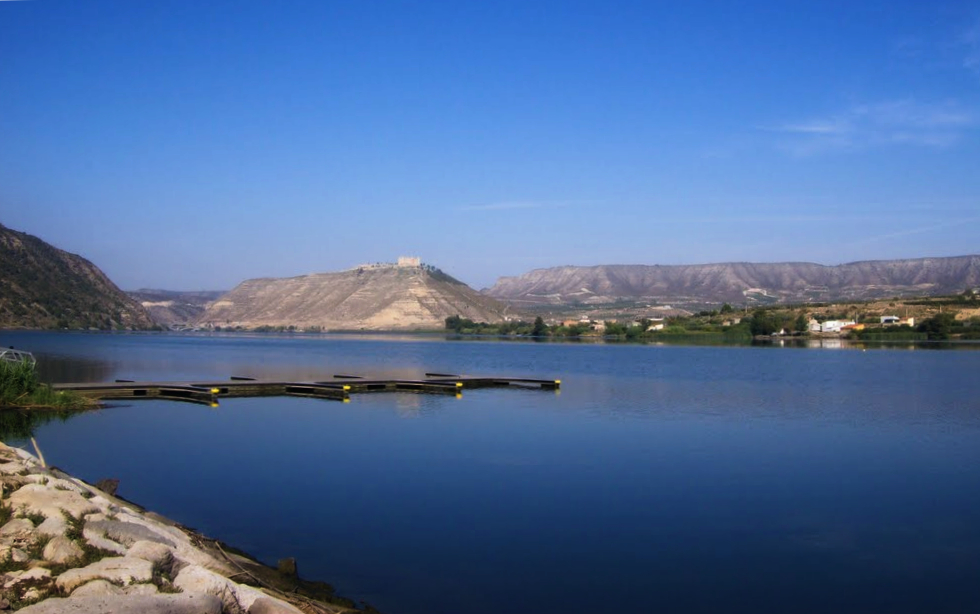
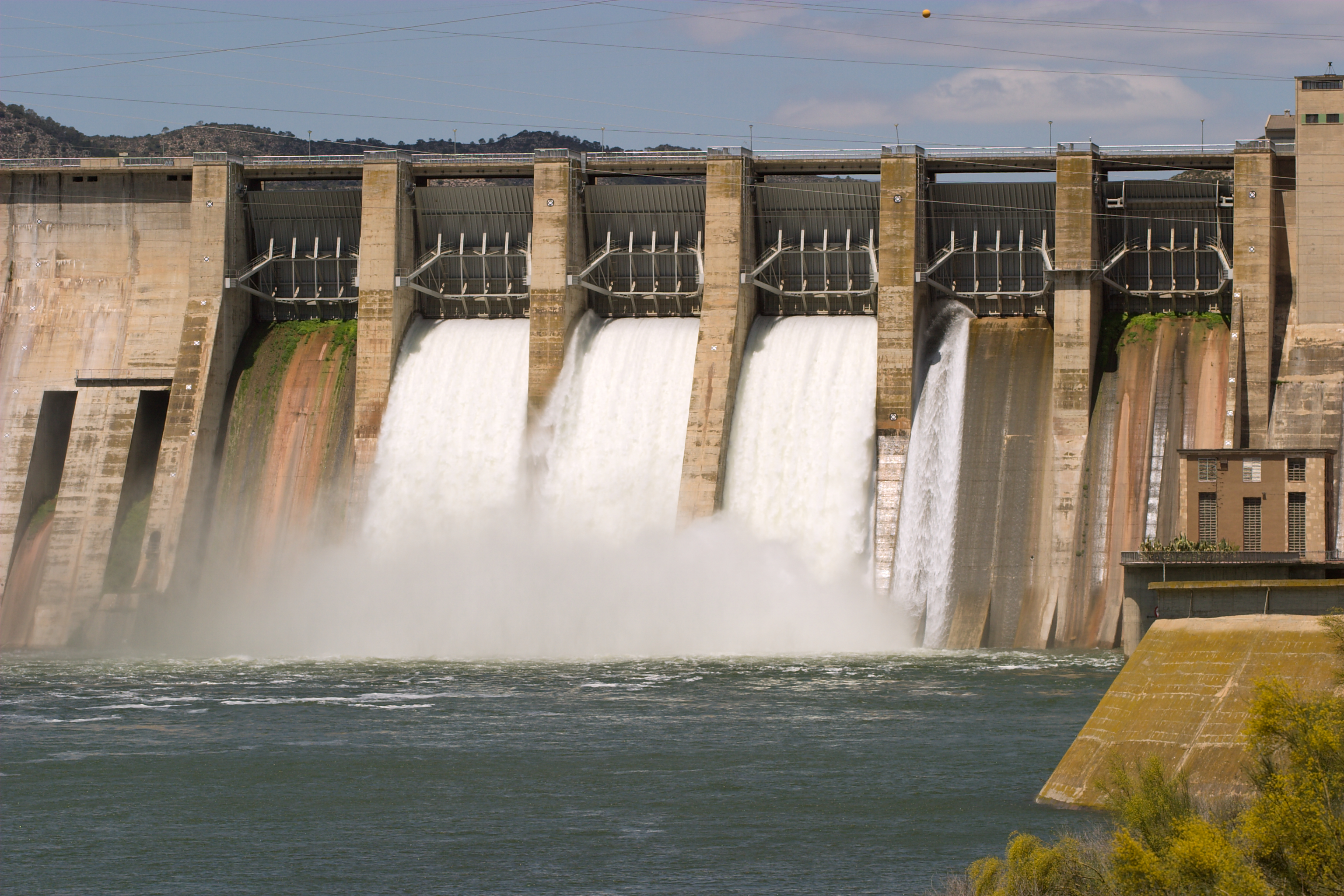